# A Night at the Odeon – Hammersmith 1975
A Night at the Odeon es un álbum en vivo de la banda británica Queen. El álbum es el primer lanzamiento oficial de la actuación en Nochebuena de la banda en el Hammersmith Odeon en 1975, filmado por la BBC. El show fue transmitido en BBC2 y BBC Radio 1, e incluye una de las primeras presentaciones en vivo de "Bohemian Rhapsody". Es el bootleg más popular de la banda.

## Antecedentes
La gira del 24 de diciembre de 1975 en el Hammersmith Odeon fue la fecha final del tour de la banda en Reino Unido en soporte para el álbum A Night at the Opera, el cual había sido lanzado unas semanas atrás, obteniendo platino. El sencillo "Bohemian Rhapsody" estaba en medio de su novena semana en el puesto 1 en las posiciones del Reino Unido en el momento de la gira, siendo una de las primeras veces en ser interpretada en vivo. Queen ya había tocado cuatro veces en el Odeon durante la gira y recibió críticas positivas de la prensa, con la revista Sounds diciendo "todo acerca de ellos dice que son más importantes que cualquier otra banda que hayas oído".
La gira fue anunciada en Melody Maker como "La banda más real de Gran Bretaña espera tu presencia..." y todos los 5.000 boletos fueron vendidos. Guitarrista Brian May luego recalcó: "Este concierto fue muy especial porque fue la primera vez que tocamos un show completo en vivo". Freddie Mercury tocó un piano de cola blanco Bechstein importado especialmente para la gira, y vistió un catsuit en blanco y negro, cambiando trajes a mitad del show.
Aunque A Night at the Opera seguía en las listas durante la gira, el repertorio de canciones de la banda se mantuvo con canciones antiguas que trabajan bien en el escenario, incluyendo el solo de guitarra de May, y un popurrí con canciones de rock 'n' roll casi al final. La banda solo tocó la sección de balada de "Bohemian Rhapsody" como parte de un popurrí con material viejo, y la otra canción perteneciente a A Night at the Opera fue "God Save the Queen", tocada en cinta al final del concierto.
Las cámaras fueran apagadas antes del segundo bis de la banda, así que solo el audio de "Seven Seas of Rhye" y "See What a Fool I've Been fueron grabados.
Debido a su grabación y filmación de alta calidad, televisión de escala nacional y transmisiones en la radio, la gira se convirtió en el bootleg más famoso de la banda. Algunas de las canciones del concierto en el Hammersmith se omitieron en los siguientes tours, y no aparecieron en álbumes oficiales tales como Live Killers y Live at Wembley '86.
Si bien se pensó que las cintas multipista originales estaban perdidas, fueron recuperadas en 2009 y restauradas por el equipo de sonido de Queen, Justin Shirley-Smith, Kris Fredriksson y Josh Macrae. Una presentación de 50 minutos de la gira fue transmitida en el mismo año por BBC2. En 2011, algunas de las que canciones de la gira fueron publicadas oficialmente como material extra en relanzamientos de álbumes estudio de la banda: "White Queen (As It Began)" de Queen II y "Now I'm Here" de Sheer Heart Attack. "Ogre Battle" fue publicada como video solo en iTunes deluxe version.

## Lanzamiento
El show remasterizado y restaurado fue mostrado en una proyección especial el 8 de octubre de 2015 en los Olympic Studios Cinema en Barnes, donde algunas de las canciones de A Night at the Opera fueron grabadas.
El álbum fue lanzado el 20 de noviembre en formato CD, DVD, SD Blu-ray y doble vinilo, así como en un deluxe box set que incluye un libro de tapa gruesa, reproducciones de momentos memorables de la gira, y un audio de prueba de sonido de la banda para el show. El lanzamiento del DVD/Blu-ray también contiene material extra de la primera gira de la banda en Japón en el Nippon Budokan, y un documental de 22 minutos que contiene entrevistas de May, Roger Taylor y Bob Harris titulado Looking Back at the Odeon

## Lista de canciones

### CD: Virgin EMI / Hollywood
| A Night at the Odeon – Hammersmith 1975 |                                                                            |                                 |          |  |
| N.º                                     | Título                                                                     | Escritor(es)                    | Duración |  |
| 1.                                      | «Now I'm Here»                                                             | Brian May                       | 4:42     |  |
| 2.                                      | «Ogre Battle»                                                              | Freddie Mercury                 | 5:19     |  |
| 3.                                      | «White Queen (As It Began)»                                                | Brian May                       | 5:30     |  |
| 4.                                      | «Bohemian Rhapsody»                                                        | Freddie Mercury                 | 2:28     |  |
| 5.                                      | «Killer Queen»                                                             | Freddie Mercury                 | 2:08     |  |
| 6.                                      | «The March of the Black Queen»                                             | Freddie Mercury                 | 1:30     |  |
| 7.                                      | «Bohemian Rhapsody (Reprise)»                                              | Freddie Mercury                 | 1:02     |  |
| 8.                                      | «Bring Back That Leroy Brown»                                              | Freddie Mercury                 | 1:32     |  |
| 9.                                      | «Brighton Rock»                                                            | Brian May                       | 2:23     |  |
| 10.                                     | «(Guitar Solo)»                                                            | Brian May                       | 6:37     |  |
| 11.                                     | «Son and Daughter»                                                         | Brian May                       | 1:44     |  |
| 12.                                     | «Keep Yourself Alive»                                                      | Brian May                       | 4:32     |  |
| 13.                                     | «Liar»                                                                     | Freddie Mercury                 | 8:45     |  |
| 14.                                     | «In the Lap of the Gods... Revisited»                                      | Freddie Mercury                 | 5:23     |  |
| 15.                                     | «Big Spender»                                                              | Cy Coleman, Dorothy Fields      | 1:23     |  |
| 16.                                     | «Jailhouse Rock / Stupid Cupid / Be-Bop-A-Lula / Jailhouse Rock (Reprise)» | Varios                          | 9:20     |  |
| 17.                                     | «Seven Seas of Rhye»                                                       | Freddie Mercury                 | 3:10     |  |
| 18.                                     | «See What a Fool I've Been»                                                | Brian May                       | 4:21     |  |
| 19.                                     | «God Save the Queen»                                                       | tradicional, arr. por Brian May | 1:22     |  |
| 73:21                                   |                                                                            |                                 |          |  |

### LP: Virgin EMI (UK)
| Cara uno |                             |          |  |
| N.º      | Título                      | Duración |  |
| 1.       | «Now I'm Here»              | 4:42     |  |
| 2.       | «Ogre Battle»               | 5:19     |  |
| 3.       | «White Queen (As It Began)» | 5:30     |  |
| 15:31    |                             |          |  |

| Cara dos |                                |          |  |
| N.º      | Título                         | Duración |  |
| 1.       | «Bohemian Rhapsody»            | 2:28     |  |
| 2.       | «Killer Queen»                 | 2:08     |  |
| 3.       | «The March of the Black Queen» | 1:30     |  |
| 4.       | «Bohemian Rhapsody (Reprise)»  | 1:02     |  |
| 5.       | «Bring Back That Leroy Brown»  | 1:32     |  |
| 6.       | «Brighton Rock»                | 2:23     |  |
| 7.       | «Guitar Solo»                  | 6:37     |  |
| 8.       | «Son and Daughter»             | 1:44     |  |
| 19:24    |                                |          |  |

| Cara tres |                                       |          |  |
| N.º       | Título                                | Duración |  |
| 1.        | «Keep Yourself Alive»                 | 4:32     |  |
| 2.        | «Liar»                                | 8:45     |  |
| 3.        | «In the Lap of the Gods... Revisited» | 5:23     |  |
| 18:40     |                                       |          |  |

| Cara cuatro |                                                                            |          |  |
| N.º         | Título                                                                     | Duración |  |
| 1.          | «Big Spender»                                                              | 1:23     |  |
| 2.          | «Jailhouse Rock / Stupid Cupid / Be-Bop-a-Lula / Jailhouse Rock (Reprise)» | 9:20     |  |
| 3.          | «Seven Seas of Rhye»                                                       | 3:10     |  |
| 4.          | «See What a Fool I've Been»                                                | 4:21     |  |
| 5.          | «God Save the Queen»                                                       | 1:22     |  |
| 19:36       |                                                                            |          |  |

## Créditos
Queen
- Freddie Mercury – voz principal, piano
- Brian May – guitarra, coros, ukulele en "Bring Back That Leroy Brown"
- Roger Taylor – batería, percusión, coros
- John Deacon – bajo, coros, triángulo en "Killer Queen"

## Posicionamiento
| Gráficas (2015)                  | Pico de posición |
| -------------------------------- | ---------------- |
| Austria (Ö3 Austria)             | 57               |
| Bélgica (Ultratop flamenca)      | 60               |
| Bélgica (Ultratop valona)        | 42               |
| Países Bajos (Album Top 100)     | 28               |
| Francia (SNEP)                   | 118              |
| Alemania (Media Control Charts)  | 34               |
| Italia (FIMI)                    | 55               |
| España (PROMUSICAE)              | 41               |
| Suiza (Schweizer Hitparade)      | 31               |
| Reino Unido (UK Albums Chart)    | 40               |
| Estados Unidos (Top Rock Albums) | 46               |